# Spörkelnbruch
Die Ortslage Spörkelnbruch liegt am Ortsrand von Haan an der Stadtgrenze zu Hilden am Rand des gleichnamigen Naturschutzgebiets  ME 013 in Nordrhein-Westfalen. Der Ort grenzt an die Hildener Heide und ist von Moorresten, Bruchwäldern und sumpfigen Wiesen umgeben. 
Wegen seiner Bedeutung für den Naturschutz wurde das Umfeld von Spörkelnbruch als Teil des Natura 2000-Gebietes Hilden-Spörkelnbruch ausgewiesen.

## Geschichte und Etymologie
Spörkelnbruch (auch Spörklenbruch) war in der frühen Neuzeit Teil der Untersten Honschaft Haan im bergischen Amt Solingen.
Vermutlicher Namensgeber ist der Faulbaum (Frangula alnus), ein unscheinbarer Strauch mit eiförmigen Blättern und blauschwarzen Beeren. Das niederdeutsche Wort sprock oder spork bedeutet Reisig und ist mit dem althochdeutschen Wort Spurcha eng verwandt, mit dem der Volksmund den Faulbaum (Spörkel, Spörker) oder den Wacholder bezeichnete. Bruch ist eine alte Bezeichnung für ein Moor oder Feuchtgebiet. Seit dem Mittelalter ist im Umfeld von Spörkelnbruch der Torfabbau urkundlich belegt.